# Lubomierz
Lubomierz, 1945–47 kallad Miłosna, tyska: Liebenthal, är en småstad i sydvästra Polen, belägen i distriktet Powiat lwówecki i Nedre Schlesiens vojvodskap, 18 kilometer nordväst om Jelenia Góra, vid floden Oldza. Tätorten hade 1 962 invånare i juni 2014 och utgör centralort i en stads- och landskommun med totalt 6 187 invånare samma år.

## Kultur och sevärdheter

### Byggnadsminnen
- Det sluttande stora torget, med rådhuset.
- Historiska borgarhus.
- S:t Maternuskyrkan och det tidigare klostret.
- Maternusbrunnen.
- S:ta Annakyrkan, uppförd 1668 i barockstil, med poeten Christian Jakob Salice-Contessas gravkapell från 1826.
- Heliga korsets kyrka. Den nuvarande kyrkobyggnaden uppfördes 1875, på platsen för en tidigare barockkyrka.
- Den tidigare protestantiska kyrkan.

### Museer
- Muzeum Kargula i Pawlaka, med rekvisita från den här inspelade TV-serien Sami swoi om polska flyktingar som slog sig ned i trakten efter 1945.

### Evenemang
I staden anordnas årligen sedan 1992 den polska komedifilmfestivalen, Ogólnopolski Festiwal Filmów Komediowych.

## Kända invånare
- Jochen Hoffbauer (född 1923 i Geppersdorf), författare.
- Rudolf Müller (1931–2012), romersk-katolsk biskop i Görlitz stift.
- Hieronymus Vietor (1480–1546), boktryckare och förläggare.